# オムニバスプロモーション
株式会社オムニバスプロモーションは、1963年から2017年まで存在した映画・アニメーション等の音響制作会社。

## 沿革
1963年8月1日、斯波重治と水本完によって設立。1978年3月、日本音声製作者連盟に加盟。
当初は外画の吹き替え制作を行っていたが、読売広告社を通じてタツノコプロ作品の音響制作を始めてからはアニメーションの仕事が主となる。
1984年の『風の谷のナウシカ』から1999年の『ホーホケキョ となりの山田くん』まではスタジオジブリ作品の音響製作を多く手掛けた。また、1987年には斯波と千葉繁のアイデアから『紅い眼鏡』を製作、公開した。
2013年3月に廃業。2017年1月、東京国立近代美術館フィルムセンターで再上映された『紅い眼鏡』の35mmフィルムニュープリントを制作後に解散した。

## スタッフ
- 鈴木一実（代表取締役）
- 糠塚忠幸
- 桑原邦男
- 真山惠衣

### 元所属スタッフ
- 斯波重治（創業者、元代表取締役・相談役）
- 水本完（→ザック・プロモーション、創業者）
- 鳥海俊材（→ザック・プロモーション）
- 浅梨なおこ（浅梨なお子）
- 若林和弘（→ミグ・エンタテインメント→キキ→フォニシア→フリー）※スタジオジブリ作品では本名の林和弘名義
- 千葉繁
- 塩屋翼（→サウンド・ウィング）
- 内田誠
- 亀山俊樹（→ビットグルーヴプロモーション）
- 本山哲（→アドエレメント）
- 西村智博（→有限会社OMO）

## 録音スタジオ
ニュージャパンスタジオ
1990年代まで使用された。東京タワー付近である東京都港区芝公園に所在。
寺院敷地内の地下にあるスタジオで、隣が墓地という珍しい場所であった。建物自体は2022年時点で現存している。
当時は多くのファンが出待ちしていたという。
レクイエムスタジオ
本社の地下に併設していた。

## 主な音響制作作品

### テレビアニメ
1969年
- ハクション大魔王

1970年
- 昆虫物語 みなしごハッチ
- いなかっぺ大将

1972年
- 樫の木モック
- 科学忍者隊ガッチャマン

1973年
- けろっこデメタン

1976年
- てんとう虫の歌

1977年
- 超合体魔術ロボ ギンガイザー

1978年
- 大雪山の勇者 牙王
- 未来少年コナン

1981年
- うる星やつら

1984年
- 星銃士ビスマルク

1985年
- ハイスクール!奇面組

1986年
- がんばれ!キッカーズ
- めぞん一刻

1988年
- どんどんドメルとロン

1989年
- らんま1/2 → らんま1/2 熱闘編
- ジャングル大帝
- 機動警察パトレイバー

1996年
- ハーメルンのバイオリン弾き

1998年
- 魔法のステージ ファンシーララ

2002年
- プリンセスチュチュ

2005年
- バジリスク ～甲賀忍法帖～
- ふしぎ星の☆ふたご姫

2006年
- N・H・Kにようこそ!
- 夜明け前より瑠璃色な
- ふしぎ星の☆ふたご姫 Gyu!
- RED GARDEN
- 少年陰陽師

2007年
- さよなら絶望先生
- 月面兎兵器ミーナ
- PRISM ARK
- がくえんゆーとぴあ まなびストレート!
- ひだまりスケッチ

2008年
- BUS GAMER

2010年
- バカとテストと召喚獣 〜祭〜

### 劇場アニメ
1983年
- うる星やつら オンリー・ユー

1983年
- うる星やつら2 ビューティフル・ドリーマー
- 風の谷のナウシカ
- 劇場版 名探偵ホームズ 青い紅玉（ルビー）の巻／海底の財宝の巻

1986年
- 天空の城ラピュタ

1986年
- あいつとララバイ 水曜日のシンデレラ

1988年
- 白旗の少女 琉子
- となりのトトロ

1989年
- 魔女の宅急便

1991年
- おもひでぽろぽろ
- うる星やつら いつだってマイ・ダーリン
- らんま1/2 中国寝崑崙大決戦! 掟やぶりの激闘篇!!

1992年
- 紅の豚
- らんま1/2 決戦桃幻郷! 花嫁を奪りもどせ!!
- ちびねこトムの大冒険 地球を救え!なかまたち

1994年
- らんま1/2 超無差別決戦! 乱馬チームVS伝説の鳳凰

1997年
- もののけ姫

1999年
- ホーホケキョ となりの山田くん

2000年
- 人狼

### OVA
- 機動警察パトレイバー（1988年 - 1989年）
- 銀河鉄道物語 〜永遠への分岐点〜（2007年）

### 吹き替え
- 雨に唄えば ※フジテレビ版
- 荒鷲の要塞 ※日本テレビ新版
- 海の牙
- エル・シド ※フジテレビ版
- 皇帝のビーナス
- 小鹿物語 ※日本テレビ版
- さらば友よ ※フジテレビ版
- 特攻大作戦
- バラキ ※NETテレビ版

## 製作作品
- 紅い眼鏡/The Red Spectacles（1987年）